# Somin (ca sĩ)
Đây là một tên người Triều Tiên, họ là Jeon.
Jeon So-min (Hangul: 전소민; sinh ngày 22 tháng 8 năm 1996), được biết đến với nghệ danh Somin (Hangul: 소민), là một nữ ca sĩ người Hàn Quốc, đã ra mắt vào năm 2012 với tư cách là một thành viên của nhóm nhạc nữ hoạt động tại Nhật Bản Puretty, nhóm đã tan rã vào năm 2014. Cô còn là thí sinh của chương trình thực tế Kara project (2014) và là cựu trưởng nhóm nhạc April. Hiện cô là thành viên của nhóm nhạc nam nữ hỗn hợp K.A.R.D thuộc DSP Media. Somin giữ vai trò hát chính trong nhóm.

## Sự nghiệp

### Năm 2012 đến năm 2014
Somin là một thành viên của nhóm nhạc nữ Puretty.Nhóm ra mắt tại Nhật Bản với ca khúc "Cheki ☆ Love" và tan rã vào năm 2014 với kế hoạch cải tổ thành các nhóm khác.
Vào giữa năm 2014, Somin vào vòng chung kết trong dự án KARA, trong đó, 7 thực tập sinh sẽ cạnh tranh để trở thành thành viên mới của nhóm nhạc nữ KARA nhưng không giành chiến thắng chung cuộc.

### Năm 2015 - 2016

#### April
Ngày 09 Tháng Hai, DSP Media  thông báo rằng họ sẽ ra mắt một nhóm nhạc nữ sẽ là thế hệ tiếp theo của Fin.KL và Kara.
Vào tháng 7 năm 2015, DSP Media đã thông báo các thành viên của April thông qua một loạt các teaser cùng với logo và linh vật của nhóm, được lựa chọn thông qua một cuộc thi vẽ logo. Vào đầu tháng 8 năm 2015, DSP Media xác nhận rằng April  ra mắt vào ngày 24 với mini-album Dreaming.
Vào ngày 24, April phát hành MV cho ca khúc chủ đề trong album đầu tay của họ, "Dream Candy". Cùng ngày, nhóm ra mắt thông qua Naver ứng dụng V 's và tổ chức buổi showcase "April Debut Showcase-Live".
Vào ngày 11, tháng phát hành một video âm nhạc vũ đạo đặc biệt của ca khúc chủ đề album đầu tay của họ "Dream Candy" được quay tại trung tâm thành phố Seoul.
Ngày 09 tháng 11, DSP Media đã thông báo rằng sau cuộc thảo luận dài, Somin đã quyết định rời khỏi nhóm. Cùng ngày DSP thông báo rằng nhóm sẽ trở lại trong tháng 11 với 5 thành viên.

#### K.A.R.D
Ngày 8 tháng 12 năm 2016 DSP Media bắt đầu nhá hàng cho K.A.R.D - nhóm nhạc nam nữ hỗn hợp sắp ra mắt của mình
Ngày 12 tháng 12 năm 2016 nhóm debut với mv Oh Na Na

## MV ca nhạc và chương trình truyền hình

### 1.Puretty
| Năm  | Tựa đề                               | Thông tin                                                                               |
| ---- | ------------------------------------ | --------------------------------------------------------------------------------------- |
| 2012 | - "チェキ☆ラブ (Cheki☆Love)"         | - Phát hành: 05 Tháng 9 2012 - Ngôn ngữ: Nhật Bản - Hãng đĩa: Universal Music Japan     |
| 2013 | "シュワシュワ BABY (Shwa Shwa BABY)" | - Phát hành: 30 tháng 1 năm 2013 - Ngôn ngữ: Nhật Bản - Hãng đĩa: Universal Music Japan |

### 2.April

#### Các video ca nhạc
| Năm  | Tựa đề                |
| ---- | --------------------- |
| 2015 | Dream Candy (꿈사탕), |

### 3.K.A.R.D

#### Các video ca nhạc
| Năm       | Tựa đề                     |
| --------- | -------------------------- |
| 2016 2017 | Oh NaNa Don't recall Rumor |

#### Discography
| Năm       | Tựa đề                                                                                              |
| --------- | --------------------------------------------------------------------------------------------------- |
| 2015      | Dreaming                                                                                            |
| 2016 2017 | K.A.R.D project Vol. 1 "Oh NaNa" K.A.R.D Project Vol.2 "Don't recall" K.A.R.D Project Vol.3 "Rumor" |

#### Chương trình truyền hình
| Tựa đề              | Vai diễn | Kênh     |
| ------------------- | -------- | -------- |
| APRIL’s ON AIR PRIL | Bản thân | DSPApril |
| Weekly Idol EP 215  | Bản thân | MBC1     |
| Here Goes April     | Bản thân | DSPApril |